# Susanne Riess
Susanne Riess (ur. 3 stycznia 1961 w Braunau am Inn) – austriacka polityk i prawniczka, działaczka Wolnościowej Partii Austrii (FPÖ) i jej przewodnicząca w latach 2000–2002, od 2000 do 2003 wicekanclerz Austrii. Do czasu rozwodu w 2011 używała nazwiska Riess-Passer.

## Życiorys
Z wykształcenia prawniczka, w 1984 ukończyła studia na Universität Innsbruck. Pracowała jako prawniczka, następnie była etatową działaczką Wolnościowej Partii Austrii.
Pełniła mandat deputowanej do Rada Federalnej (1991–1998), Parlamentu Europejskiego IV kadencji w ramach delegacji krajowej (1995–1996) i Rady Narodowej (1999–2000). W FPÖ zajmowała stanowiska przewodniczącej frakcji parlamentarnej (1993–1995, 1997–1998) oraz wiceprzewodniczącej partii (1995–1996). W 2000 zastąpiła Jorga Haidera na stanowisku przewodniczącej tego ugrupowania, funkcję tę pełniła do 2002. W latach 2000–2003 sprawowała urzędy wicekanclerza Austrii oraz ministra służb publicznych i sportu. Przeszła później do pracy w sektorze prywatnym, w 2004 została dyrektorem generalnym w przedsiębiorstwie doradztwa finansowego Wüstenrot-Gruppe.